# خوان بونثي دي ليون
خوان بونثي دي ليون إي فيغيروا (بالإسبانية: Juan Ponce de León y Figueroa، ولد في 1460، سانتيرفاس دي كامبوس، بلد الوليد، إسبانيا - توفي في يوليو 1521، هافانا، كوبا) مستكشف إسباني اكتشف فلوريدا في بحثه عن ينبوع الشباب.

## حياته
كان ينحدر من عائلة قديمة ونبيلة، واكتسب اسم ليون من زواج آل بونثي من دونيا ألدونثا دي ليون، وهي ابنة الملك ألفونسو التاسع. وفي صباه، خدم بونثي دي ليون كوصيف الفارس بيدرو نونييث دي غوثمان، والذي أصبح لاحقاً معلم شقيق الملك كارلوس الخامس، الطفل دون فرناندو.

## رحلاته
أبحر مع كريستوفر كولومبوس عام 1493 هيسبانيولا (ساندومينغو) مع كولومبوس في رحلته الثانية، وهي حملة ضمت العديد من الشبان الأرستقراطيين، والعديد من النبلاء المغامرين الذين أصبحوا دون مناصب بعد سقوط غرناطة. وفي عام 1502 م أبحر نحو جزر الهند الغربية مع نيكولاس دي أوفاندو حاكم هيسبانيولا، وعندما كان السكان الأصليون قد أعلنوا تمردهم، قدم بونثي خدمات ثمينة فتم تعيينه كأحد ملازمي أوفاندو في مركزه في المدينة شرق الجزيرة. وساعد في استيطان بورتو ريكو بالنيابة عنه عام 1508 م، حيث كان قد سمع من الهنود عن الثروات الموجودة في الجزيرة المجاورة لهم (وسموها بوريكيين) وأقام أول مستعمرة فيها وهي كابارا قرب سان خوان عاصمة الجزيرة. واكتشف العديد من الكنوز، وتقديرا لخدماته في الجزيرة تم تعيينه أديلانتادو Adelantado أو حاكم عليها. وبعد أن تسبب في تقليص أعداد الهنود في الجزيرة تمت إقالته من منصبه، ولكنه تمكن قبل هذا من جمع ثروة طائلة.
في ذلك الوقت سادت الحكايات في شرق آسيا عن ينبوع شهير كانت به خاصية عجيبة وهي إعادة الشباب والنشاط لمن يشرب منه. وربما سمع الإسبان حكايات من الهنود ذكرتهم ينبوع الشباب هذا، وجاءتهم فكرة أن هذا الينبوع موجود في جزيرة تدعى بيميني، وهي تقع شمال هيسبانيولا.
حصل بونثي على وثيقة امتياز من الملك كارلوس الخامس في 23 فبراير 1512 م تفوضه لاستكشاف واستيطان جزيرة بيميني، ومنحه صلاحيات حكم هذه الجزيرة مدى الحياة، ومنحه لقب أديلانتادو (حاكم). في 3 مارس 1513 م انطلق بونثي من سان خرمان في بورتوريكو مع ثلاثة سفن جهزها على نفقته الخاصة. حدد بونثي مساره نحو الشمال الغربي، وبعد أحد عشر يوماً وصل إلى غواناهاني (سان سلفادور، وتسمى الآن جزيرة واتلينغ) حيث رأي كولومبوس الأرض الجديدة أول مرة.

## اكتشاف فلوريدا
عندما استمر في طريقه في عام 1513 م وصل إلى فلوريدا يوم عيد الفصح في 27 مارس (فأعطاها اسمها باسكوا فلوريدا أي عيد الفصح المزهر وكذلك بسبب غطائها النباتي الكثيف) فحط في 2 أبريل قرب الموقع الحالي لسان أغسطين دون أن يدرك أنها جزء من القارة ووضع ملكها رسمياً ضمن أملاك التاج، وعاد في طريق عودته حذو الساحل إلى أقصي الجنوب ثم الغرب عبر كي ويست وممر تشارلوت المائي ويحتمل أنه مر على يوكاتان عند عودته إلى بورتو ريكو، وخلال هذه الرحلة تواجه بونثي في مرات عديدة مع الهنود الذين أظهروا شجاعة وتصميما في هجماتهم، وربما يرجع هذا إلى أنه لم يحاول تأسيس مستوطنة أو التوغل في الداخل بحثاً عن أي كنز يعتقد وجوده هناك. فعين بعدها بسنة كحاكم لفلوريدا وحارب بعدها هنود الكاريب واحتل ترينيداد.
رغم أن رحلته الأولى لم تكن ذات نتائج مرجوة فيما يتعلق بتحصيل الذهب والعبيد واكتشاف ينبوع الشباب، فقد صمم بونثي على تأمين امتلاك اكتشافه الجديد. واستطاع، عن طريق نفوذ صديقه بيدرو نونييز دي غوزمان، أن يحصل على منحة ثانية بتاريخ 27 سبتمبر 1514 م، ما منحه المقدرة لتنظيم استيطان جزيرة بيميني وفلوريدا. عاد إلى فلوريدا مع 200 رجل وسفينتين في رحلة ثانية عام 1521 م ومات من جراء جرح قاتل أصابه بسبب سهم أطلقه عليه أحد هنود السيمينول بينما كان يبني بيتاً للمستوطنين، لكن الحادثة في مجملها غير معلومة، وكانت وفاته في هافانا ومدينة بونثي في بويرتو ريكو مسماة عليه.